# Leo Slezak

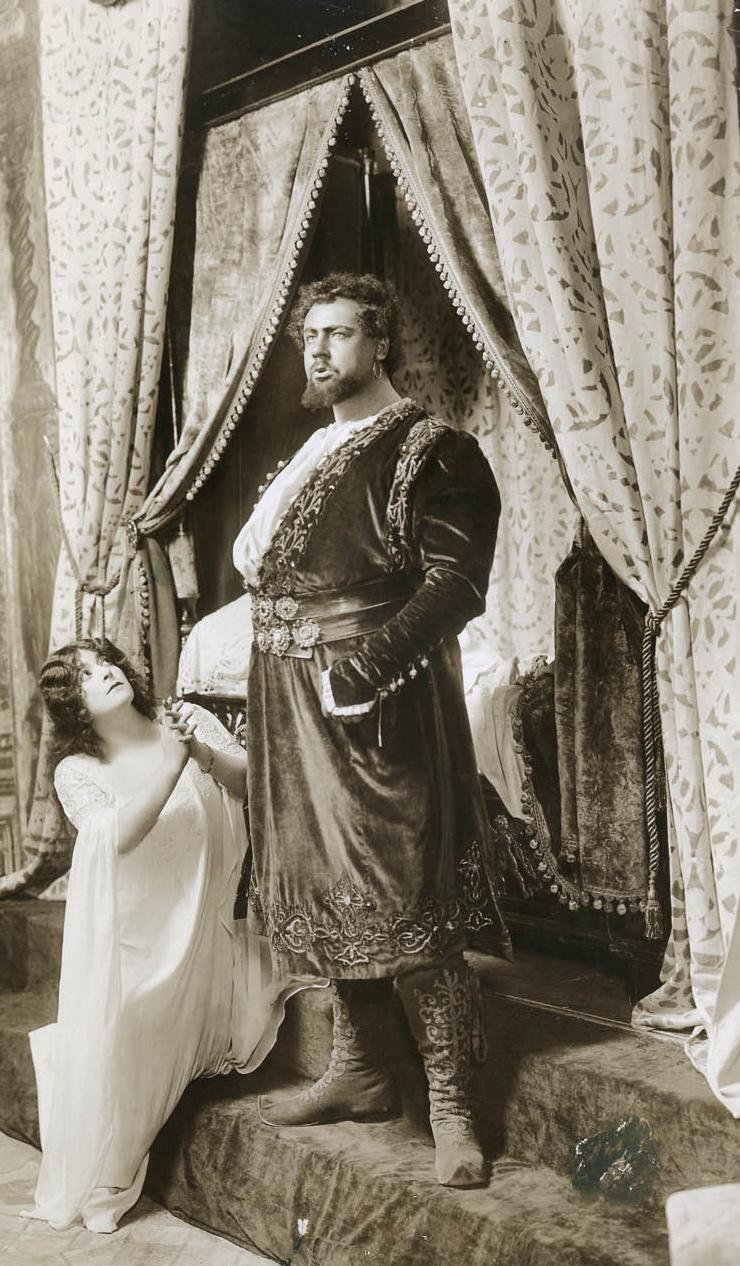
Como Otello, 1909.

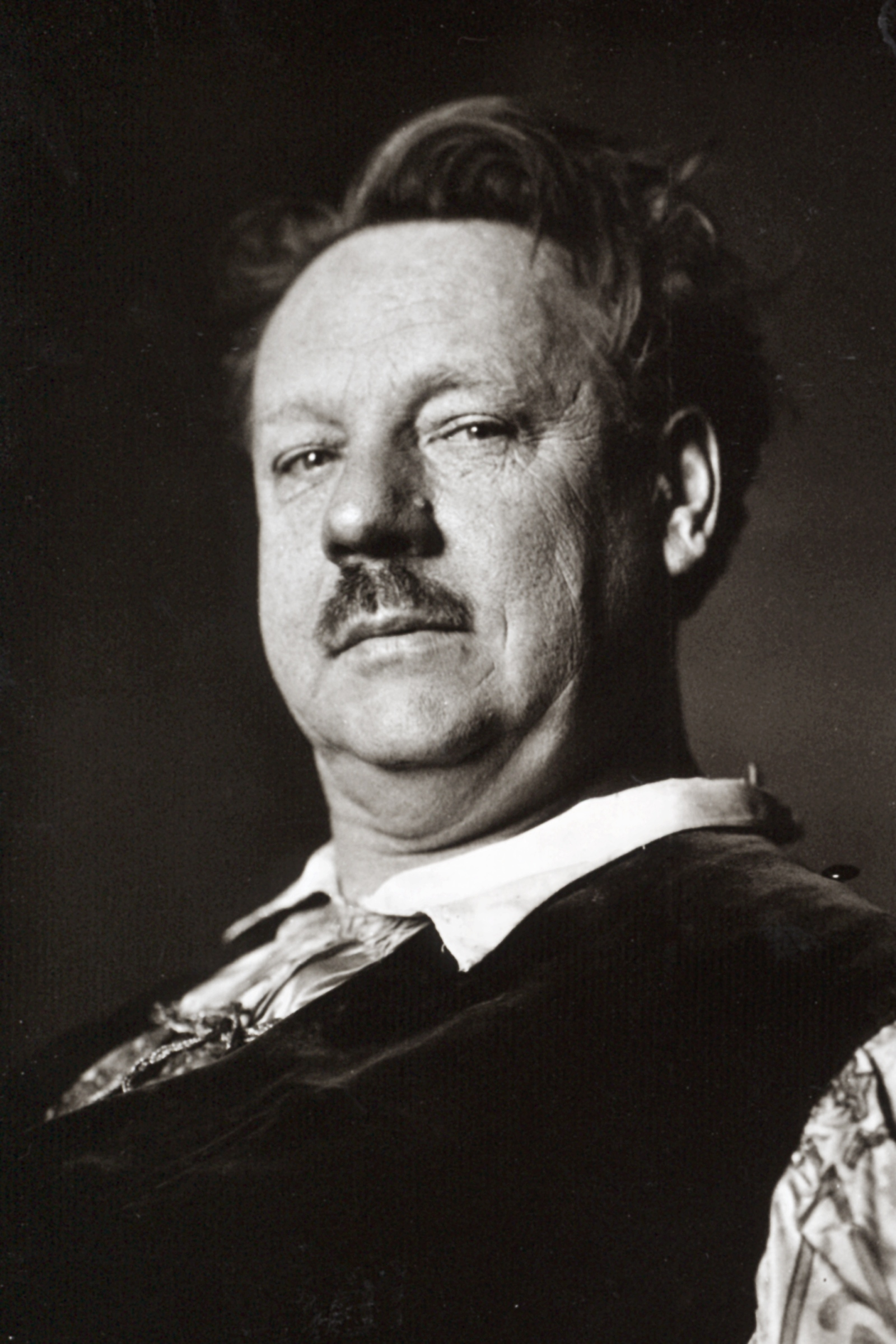

Leo Slezak (Sumperk (hoy República Checa), 18 de agosto de 1873 - Rottach-Egern, Tegernsee, Alemania, 1 de junio de 1946) fue un famoso tenor alemán.
Nació en estudió con el barítono Adolf Robinson y debutó en Brno en 1896.
Su carrera continuó en Breslau y Berlín pero se consagró en Covent Garden como Siegfried y Lohengrin en 1900.
Amasó un repertorio de 66 personajes que incluyeron Otello, Manrico, Lohengrin, Tannhäuser, Guillermo Tell, Radames y un total de 900 representaciones solo en la Wiener Staatsoper donde fue dirigido por Gustav Mahler.
En 1901 tuvo un contrato por tres años en el Metropolitan Opera convirtiéndose en el tenor favorito en roles wagnerianos y verdianos, especialmente Otello dirigido por Arturo Toscanini. En Nueva York cantó Fausto, Hermann, Stolzing, incluso Tamino de La flauta mágica con Emmy Destinn.
En 1902 debutó en La Scala y en 1907 decidió estudiar con el célebre Jean de Reszke.
Cantó hasta 1934 retirándose luego de I Pagliacci con Clemens Krauss.
Siguió actuando en cine junto a Zarah Leander, Marika Rökk, Magda Schneider, Willi Forst y otras estrellas de la era, en 43 películas.
Murió en 1946 luego del fallecimiento de su esposa en Rottach-Egern, Tegernsee, Alemania.
Escribió su biografía, plena de anécdotas, incluido su desafortunada audición con Cósima Wagner para el Festival de Bayreuth y tres libros semiautobiográficos.
Se casó en 1900 con la actriz Elisabeth Wertheim y su hija Margarete Slezak (1901-1953) fue una conocida soprano, su hijo fue el actor Walter Slezak (1902-1983) y su nieta la actriz Erika Slezak.

## Biografía
- Leo Slezak, Song of Motley: Being the Reminiscences of a Hungry Tenor, 1938.